# Пискарев, Иван Иванович
Ива́н Ива́нович Пискаре́в (27 мая (8 июня) 1824, Ефремовский уезд, Тульская губерния, Российская империя — 1 (13) октября 1887, Царское Село, Российская империя) — русский правовед, деятель народного просвещения и преподаватель. Действительный статский советник (1872).
В 1864—1865 годах — преподаватель законоведения у великого князя Александра Александровича, будущего императора Александра III.  В 1870—1887 годах — директор Императорской Николаевской Царскосельской гимназии. Автор ряда научных трудов и учебных пособий для высших учебных заведений Российской империи.

## Биография
Иван Иванович Пискарев родился 27 мая 1824 года в семье протоиерея церкви села Благодать Ефремовского уезда Тульской губернии. От отца ему досталось родовое имение в селе Хомяково того же уезда и дом в Гатчине.
В 1847 году Иван Пискарев окончил юридический факультет Императорского Санкт-Петербургского университета со званием кандидата.
29 июля 1848 года был назначен старшим преподавателем законоведения в Смоленскую гимназию. В следующем году назначен комнатным надзирателем Благородного пансиона при Смоленской гимназии, а 1 августа 1849 года переведён в 1-ю Санкт-Петербургскую гимназию старшим преподавателем права и законоведения. Одновременно, до 27 ноября 1863 года, преподавал и в Лесном и Межевом институте.
В 1854—1856 годах состоял членом комиссии при Департаменте сельского хозяйства Министерства государственных имуществ для разработки программы преподавания юридических наук в Лесном и Межевом институте. Результатом этой работы стал труд «Записки по межевому законоведению» (1856), за который Пискарев был награждён 600 рублями. После реорганизации Лесного института уволен из него 27 ноября 1863 года, после чего привлечён к преподаванию в Николаевском инженерном училище.
С декабря 1864 по сентябрь 1865 года преподавал курс государственных законов Российской империи великому князю Александру Александровичу, будущему императору Александру III. 19 июня 1865 года пожалован бриллиантовым перстнем с вензелем великого князя.
Оставаясь преподавателем 1-й Санкт-Петербургской гимназии, в сентябре 1865 года назначен также и преподавателем законоведения в 1-е военное Павловское училище. Составил учебник для военных училищ «Законоведение» (1866). В июле 1866 года уволен с должности преподавателя законоведения 1-й Санкт-Петербургской гимназии, в то же время зачислен сверхштатным преподавателем латинского языка в той же гимназии.
С 1867 года входил в состав комиссии при Главном управлении военно-учебных заведений для составления курса и программ обучения общим и военным законам в военных училищах. 23 марта 1868 года назначен инспектором 5-й Санкт-Петербургской гимназии, где также занимался с учениками практическими занятиями по русскому языку. Одновременно продолжал преподавать в 1-м военном Павловском, Николаевском инженерном и Военно-топографическом училищах.
4 июля 1870 года Пискарев назначен первым директором Николаевской Царскосельской гимназии, открытие которой состоялось 8 сентября 1870 года. На этой должности он проработал 17 лет, до своей смерти в 1887 году. Также занимался преподаванием гимназистам латинского языка.
22 декабря 1872 года пожалован чином действительного статского советника.
Умер 1 октября 1887 года, похоронен на Гатчинском кладбище.

## Семья
Иван Иванович Пискарев был женат на Анастасии Петровне Пискаревой (11 октября 1835 — 11 августа 1901) и имел сына — Ивана Ивановича Пискарева (20 марта 1868 — после 1916). Иван Пискарев (младший), как и отец, окончил Императорский Санкт-Петербургский университет.

## Награды
- Орден Святого Станислава II степени с императорской короной (1863)[6]
- Бриллиантовый перстень с вензелем великого князя Александра Александровича (1865)[6]
- Орден Святого Владимира IV степени (1868)[6]
- Орден Святой Анны II степени с императорской короной (1870)[6]
- Орден Святого Владимира III степени (1874)[4]
- Орден Святого Станислава I степени (1878)[7]
- Орден Святой Анны I степени (1883)[1]
- Тёмно-бронзовая медаль «В память войны 1853—1856»[6]
- Знак Красного Креста (1879)[1]

## Чины
- Титулярный советник (февраль 1853, старшинство с 1848)[1]
- Коллежский асессор (декабрь 1853, старшинство с 1852)[1]
- Надворный советник (апрель 1856, старшинство с 1855)[1][2]
- Коллежский советник (март 1860, старшинство с 1859)[1]
- Статский советник (март 1867, старшинство с 1866)[1]
- Действительный статский советник (22 декабря 1872)[1][6]